# Reichsmarine

Bandera Reichsmarine (1921–1933)

Proporzec Reichsmarine (1921–1933)

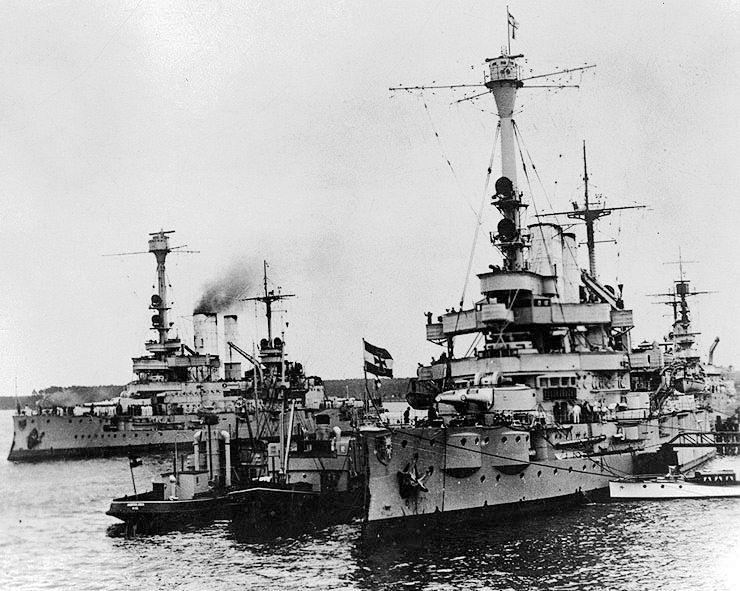
Pancerniki „Schlesien” i „Schleswig-Holstein” – jedne z najsilniejszych okrętów Reichsmarine

Reichsmarine – marynarka wojenna Republiki Weimarskiej, a następnie III Rzeszy. Istniała w latach 1919–1935. W 1935 roku została zastąpiona przez Kriegsmarine.
Po klęsce Cesarstwa Niemieckiego w I wojnie światowej, na podstawie art. XXIII warunków rozejmu z 11 listopada 1918 roku, główne siły byłej cesarskiej floty niemieckiej Kaiserliche Marine w postaci 11 pancerników (drednotów), 5 krążowników liniowych, 8 lekkich krążowników i 49 niszczycieli, zostały 21 listopada 1918 roku internowane w brytyjskiej bazie Scapa Flow. Cesarstwo musiało też wydać 160 okrętów podwodnych, a pozostałe zdemilitaryzować (art. XII rozejmu). Chcąc nie dopuścić do oddania okrętów zwycięskim państwom jako reparacje wojenne, 21 czerwca 1919 roku flota zgromadzona w Scapa Flow uległa samozatopieniu przez załogi. Przez to, również część pozostałych Niemcom starszych okrętów, a także taboru portowego, została następnie rozdysponowana między państwa ententy w ramach reparacji.
Z pozostawionych Niemcom starych okrętów utworzono początkowo 16 kwietnia 1919 roku „prowizoryczną Marynarkę Rzeszy” (Vorläufige Reichsmarine). Jej dowódcą był początkowo wiceadmirał Adolf von Trotha. Znaczną część najstarszych jednostek od razu wycofano na złom. Początkowo duży nacisk położony był na siły trałowe, w związku z koniecznością przywrócenia bezpiecznej żeglugi.
Siłę marynarki na kolejne lata określił pokojowy traktat wersalski, zgodnie z którym miała ona liczyć tylko 15 000 ludzi, 6 pancerników (oraz 2 w rezerwie), 6 lekkich krążowników (oraz 2 w rezerwie), 12 niszczycieli i 12 torpedowców (oraz po 4 w rezerwie). Zabroniono Niemcom posiadania okrętów podwodnych. Wszystkie pozostawione jednostki były przestarzałe: pancerniki generacji przeddrednotów wodowane w latach 1902–1906, krążowniki pancernopokładowe wodowane w latach 1899–1903 oraz starsze typy niszczycieli wodowane w latach 1906–1913 (w związku z niemiecką klasyfikacją okrętów odpowiadających niszczycielom w innych marynarkach, jako pełnomorskich torpedowców, zarówno okręty pozostawione Niemcom jako niszczyciele, jak i jako torpedowce, były faktycznie niewielkimi niszczycielami, o wyporności poniżej 700 t). Nowe jednostki można było budować tylko na zamianę starych, przy tym limit wielkości dla pancerników: 10 000 ton wyporności i niszczycieli – 800 ton, uniemożliwiał zbudowanie pełnowartościowych jednostek. Również wielkość krążowników była limitowana do 6000 ton i torpedowców do 200 ton.
31 marca 1921 roku utworzono oficjalnie Marynarkę Rzeszy – Reichsmarine (równocześnie z Siłami Zbrojnymi Rzeszy – Reichswehrą).
Pierwszym większym nowym okrętem zbudowanym dla Reichsmarine był lekki krążownik „Emden”, następnie seria torpedowców typu 1923 i 1924. Najsilniejszymi okrętami zbudowanymi w tym okresie były trzy „okręty pancerne” typu Deutschland, zastępujące stare pancerniki i mieszczące się w ich przedziale wyporności, będące faktycznie wyjątkowo silnymi krążownikami ciężkimi. Nazwane przez prasę brytyjską „pancernikami kieszonkowymi”, wywołały duży oddźwięk i zaniepokojenie na świecie, zwłaszcza we Francji.
21 maja 1935 roku marynarka III Rzeszy została przemianowana na Kriegsmarine. W tym roku zostało też zawarte porozumienie morskie niemiecko-brytyjskie, w którym Wielka Brytania zgodziła się na rozwój niemieckiej marynarki i osiągnięcie przez nią poziomu 35% brytyjskiej – co ostatecznie przekreśliło ograniczenia nałożone traktatem wersalskim i stało się formalną podstawą do gwałtownego rozwoju ilościowego i jakościowego floty niemieckiej.

## Dowódcy
- Adolf von Trotha
- William Michaelis
- Paul Behncke
- Hans Zenker
- Erich Raeder